# Tramwaje w Komsomolsku nad Amurem
Tramwaje w Komsomolsku nad Amurem – system komunikacji tramwajowej w rosyjskim mieście Komsomolsk nad Amurem.
Tramwaje w Komsomolsku uruchomiono 6 listopada 1957. Sieć jest od początku zelektryfikowana, o szerokości toru 1524 mm.

## Linie

### Działające
W 2016 r. w Komsomolsku kursowały trzy linie tramwajowe:
| Nr | Trasa                                      | Trasa                                      | Przebieg |
| -- | ------------------------------------------ | ------------------------------------------ | --- |
| 1  | Żeleznodorożnyj wokzał ↔ posiołok Amurstal | Żeleznodorożnyj wokzał ↔ posiołok Amurstal | Magistralnoje szossie – ul. Pirogowa – pł. Wołodarskogo – prospiekt Lenina – pł. Mietałłurgow – prospiekt Mira – ul. Wagonnaja – ul. Pawłowskogo – ul. Zawodskaja – ul. Mietałłurgow       |
| 2  | Żeleznodorożnyj wokzał ↔ Riecznoj wokzał   | Żeleznodorożnyj wokzał ↔ Riecznoj wokzał   | Magistralnoje szossie – ul. Pirogowa – pł. Wołodarskogo – prospiekt Lenina – pł. Mietałłurgow – prospiekt Mira – alleja Truda – pł. Junosti – prospiekt Mira – ul. Nabierieżnaja           |
| 3  | Riecznoj wokzał ↔ posiołok Amurstal        | Riecznoj wokzał ↔ posiołok Amurstal        | ul. Nabierieżnaja – prospiekt Mira – pł. Junosti – alleja Truda – prospiekt Mira – pł. Mietałłurgow – prospiekt Mira – ul. Wagonnaja – ul. Pawłowskogo – ul. Zawodskaja – ul. Mietałłurgow |

Wszystkie linie łączą się na placu Metalurgów. W mieście funkcjonuje jedna zajezdnia tramwajowa.

### Zlikwidowane
| Nr | Trasa                            | Trasa                            | Przebieg |
| -- | -------------------------------- | -------------------------------- | --- |
| 0  | pł. Mietałłurgow ↔ ul. Amurskaja | pł. Mietałłurgow ↔ ul. Amurskaja | prospiekt Lenina – Komsomolskoje szossie – ul. Amurskaja |
| 4  | Riecznoj wokzał ↔ Dziomgi        | Riecznoj wokzał ↔ Dziomgi        | ul. Nabierieżnaja – prospiekt Mira – pł. Junosti – alleja Truda – prospiekt Mira – pł. Mietałłurgow – prospiekt Lenina – Komsomolskoje szossie – ul. Amurskaja – ul. Zaparożskaja – ul. Uralskaja – ul. Kalinina |
| 5  | pł. Mietałłurgow ↔ Dziomgi       | pł. Mietałłurgow ↔ Dziomgi       | pł. Mietałłurgow – prospiekt Lenina – Komsomolskoje szossie – ul. Amurskaja – ul. Zaparożskaja – ul. Uralskaja – ul. Kalinina                                                                                    |
| 6  | Myłki ↔ Amurstal                 | Myłki ↔ Amurstal                 | pł. Wołodarskogo – prospiekt Lenina – pł. Mietałłurgow – prospiekt Mira – ul. Wagonnaja – ul. Pawłowskogo – ul. Zawodskaja – ul. Mietałłurgow                                                                    |

## Tabor
Pierwszymi tramwajami eksploatowanymi w Komsomolsku nad Amurem były wagony typu KTM-1 i wagony doczepne KTP-1. Obecnie dominującym typem tramwajów jest RWZ-6. Oprócz RWZ-6 eksploatowane są tramwaje typu LM-93, KTM-5 i LM-99.
W lipcu 2018 r. tabor tramwajowy składał się z 40 wagonów:
| Zdjęcie        | Typ            | Liczba |
| -------------- | -------------- | ------ |
|                | RWZ-6M2        | 19     |
|                | LM-93          | 10     |
|                | LM-99K         | 2      |
|                | KTM-5A         | 8      |
|                | KTM-5          | 1      |
| Łączna liczba: | Łączna liczba: | 40     |

Tabor techniczny składał się z 8 tramwajów.